# Электронная бумага
Электро́нная бума́га (англ. e-paper, electronic paper; также электронные чернила, англ. e-ink) — технология отображения информации, разработанная для имитации обычной печати на бумаге и основанная на явлении электрофореза. В отличие от трансфлективных ЖК дисплеев, в которых используется просвет матрицы для формирования изображения с дополнительным отражающим слоем и требуется непрерывная подача электричества для удержания заданного уровня прозрачности пикселя, электронная бумага формирует изображение в отражённом свете как обычная бумага и может хранить изображение текста и графики в течение достаточно длительного времени, не потребляя при этом электрической энергии и затрачивая её только на изменение изображения. В отличие от традиционной бумаги, технология позволяет произвольно изменять записанное изображение.

## История разработки
Электронная бумага была разработана в процессе совершенствования устройств отображения информации. ЖК-дисплеи на момент создания электронной бумаги уже были одними из самых экономичных устройств, имеющих в статическом режиме потребление на уровне единиц микроампер и даже менее, и не требовавших затрат энергии на излучение света, так как являлись устройствами светомодулирующего типа. Но, во-первых, они обладали большими световыми потерями в силу наличия в их конструкции двух поляризаторов и сравнительно малой оптической плотности «включённых» ЖК — из чего следуют достаточно низкие яркость с контрастностью получаемого изображения и достаточно малый угол обзора; во-вторых, они не могли хранить отображаемую информацию: хотя эту задачу можно было перенести на экономичные в статике КМОП-элементы с учётом того, что данный тип дисплея сам имеет малое потребление в статическом режиме, в силу физико-химических особенностей молекул практически используемых ЖК, чтобы избежать разрушения молекул, требуется питание переменным напряжением (динамический режим), что в силу ёмкостной природы ЖК-ячейки приводит к заметному росту потребления электроэнергии либо же, в случае применения специальных ЖК, устойчивых к постоянному току, приводило к сильному усложнению для больших дисплеев схемотехники устройства — экономически неоправданному в силу ограничений имевшейся на тот момент технологии.
Создание технологии «электронной бумаги» было призвано преодолеть эти ограничения. Изображение на ней формируется аналогично письму на обычной бумаге карандашом — твёрдыми пигментными частицами на (в) микроструктурном материале, дисперсно рассеивающем свет подобно волокнам бумаги, из-за чего угол обзора получается практически такой же, как и обычной бумаги — много превосходя таковой у плоских жидкокристаллических дисплеев. Электронная бумага также является устройством светомодулирующего типа с присущими ему положительными свойствами и работает в чистом виде в отражённом свете без промежуточных преобразований светового потока — как обычный лист с печатным текстом или изображением, вследствие чего достигается высокая яркость и контрастность получаемого изображения. Эффект памяти обеспечивается удержанием пигментных частиц на поверхности твёрдого тела (подложки) силами Ван-дер-Ваальса.
Технически точный термин — электрофоретический индикатор, так как практически все модификации данной технологии используют явление электрофореза.

## Технология
Электронная бумага была впервые разработана в Исследовательском центре компании Xerox в Пало Альто (англ. Xerox’s Palo Alto Research Center) Ником Шеридоном (англ. Nick Sheridon) в 1970-х годах. Первая электронная бумага, названная Гирикон (англ. Gyricon), состояла из полиэтиленовых сфер от 20 до 100 мкм в диаметре. Каждая сфера состояла из отрицательно заряженной чёрной и положительно заряженной белой половины. Все сферы помещались в прозрачный силиконовый лист, который заполнялся маслом, чтобы сферы свободно вращались. Полярность напряжения, подаваемого на каждую пару электродов, определяла, какой стороной повернется сфера, давая, таким образом, белый или чёрный цвет точки на дисплее.

### Электронные чернила
В 1990-х годах Джей-Ди Альберт, Барретт Комиски, Джозеф Джейкобсон, Джереми Рубин и Рассел Уилкокс изобрели другой тип электронной бумаги. Впоследствии они совместно основали корпорацию E Ink Corporation, которая, совместно с Philips, через два года разработала и вывела эту технологию на рынок.
Принцип действия был следующий: в микрокапсулы, заполненные окрашенным маслом, помещались электрически заряженные белые частички. В ранних версиях низлежащая проводка управляла тем, будут ли белые частички вверху капсулы (чтобы она была белой для того, кто смотрит) или внизу (смотрящий увидит цвет масла). Это было фактически повторное использование уже хорошо знакомой электрофоретической (от электро- и греч. φορέω — переносить) технологии отображения, но использование капсул позволило сделать дисплей с использованием гибких пластиковых листов вместо стекла.

### Многоцветная (полихромная) электронная бумага
Обычно цветная электронная бумага состоит из тонких окрашенных оптических фильтров, которые добавляются к монохромному дисплею, описанному выше. Множество точек разбито на триады, как правило, состоящие из трёх стандартных цветов CMYK: циановый, пурпурный и жёлтый. В отличие от дисплеев с подсветкой, где применяется RGB и сложение цвета, в e-ink цвета формируются методом вычитания, как и в полиграфии.
Первая компания, сумевшая вывести на рынок такую технологию — всё та же E Ink. Её матрица Triton, выдающая несколько тысяч оттенков цвета, уже используется в ридерах.
В начале 2011 года был анонсирован первый eReader, использующий долгожданную технологию Mirasol компании Qualcomm. Совместно с компанией Kyobo book они вывели на рынок E-reader с этой технологией под названием Kyobo eReader.

### Поколения электронной бумаги

#### Первое поколение
Первая технология электронной бумаги, вышедшая на массовый рынок.
- VizPlex — 800x600, 16 оттенков серого. Контрастность 7:1.

#### Второе поколение
Во втором поколении были улучшены время отклика, энергопотребление и контрастность.
- Pearl — 800x600, 16 оттенков серого. Контрастность 10:1;
- Pearl HD — 1024x758, 16 оттенков серого. Контрастность 12:1;
- Carta — до 2200x1650, 16 оттенков серого. Контрастность 15:1.

#### Третье поколение
В третьем поколении появилось цветное изображение.
- Triton 1 — 800x600, до 4096 цветов (физическое разрешение 1600x1200). Контрастность 10:1. Цветной пиксель имеет 4 физических пикселя под каждым светофильтром: красный, синий, зелёный и белый;
- Triton 2 — 800x600, до 4096 цветов (физическое разрешение 1600x1200). Контрастность 10:1. Цветной пиксель состоит из 3 физических пикселей: красного, зелёного и синего.

#### Альтернативные технологии
Технологии электронной бумаги, сходные с E-Ink, однако действующие на несколько иных принципах.
- SiPix — 1024x768, 16 оттенков серого. Контрастность 6:1. Технология использует для формирования изображения белые частицы, плавающие в чёрной жидкости. Такие экраны имеют плохую отражающую способность, из-за этого изображение выглядит несколько белесым.
- Flex (др. наименование — Mobius) — 2200x1650, 16 оттенков серого. Контрастность 10:1. Экраны имеют пластиковую подложку и могут сгибаться без повреждений, сохраняя работоспособность. Технология впервые была представлена LG и впоследствии приобретена E Ink Corporation.

## Преимущества и недостатки
Преимуществом можно назвать большее время автономной работы, которое отличается в лучшую сторону по сравнению с прочими электронными устройствами с дисплеями. Экран на основе электронной бумаги потребляет энергию при изменении отображаемой информации (например, перелистывании страниц), тогда как типичный ЖК экран потребляет энергию постоянно.
В настоящее время дисплеи на основе электронной бумаги имеют очень большое (порядка 200 мс в 2011 году) время обновления по сравнению с ЖК-дисплеями. Это не позволяет производителям использовать сложные интерактивные элементы интерфейса (анимированные меню и указатели мыши, скроллинг, просмотр видео), которые широко распространены на КПК. Сильнее всего это сказывается на способности электронной бумаги показывать увеличенный фрагмент большого текста или изображения на маленьком экране.
Ещё одним недостатком этой технологии является подверженность экрана механическим повреждениям, правда это касается не всех модификаций таких экранов. Действительно, дисплеи, созданные компанией E-ink по технологиям E-ink Vizplex, E-ink Pearl, имеют в своей основе подложку из очень тонкого хрупкого стекла, однако в технологии E-ink Flex стеклянная подложка заменена пластиковой и такие экраны можно даже немного изгибать. Они гораздо менее подвержены разрушениям от ударов и деформаций, чем E-ink Vizplex, E-ink Pearl.

### Сравнение влияния на усталость глаз LCD и E-ink
В 2013 году было проведено исследование, показавшее, что чтение на LCD-экране (в исследовании принимал участие Kindle Fire HD) вызывает в большей степени усталость глаз, чем E-ink (на примере исследования Kindle Paperwhite) или бумажные книги.
Более раннее исследование 2012 года, также сравнивавшее LCD и E-ink, не выявило существенной разницы по влиянию на зрение и усталость глаз. В исследовании вынесли заключение, что не сама технология, а скорее качество изображения является более важным для чтения.

## Применение
Электронная бумага легка, надёжна, а дисплеи на её основе могут быть гибкими (хотя и не настолько, как обычная бумага). Предполагаемое применение включает электронные книги, которые могут хранить цифровые версии многих литературных произведений, электронные вывески, наружную и внутреннюю рекламу.
Технологические компании изобретают новые типы электронной бумаги и ищут пути внедрения данной технологии. Например, модификация жидкокристаллических дисплеев, электрохромные дисплеи (смарт-стекло), а также электронный эквивалент детской игрушки «Волшебный экран», на котором изображение появляется за счёт прилипания плёнки к подложке, разработанный японским университетом Кюсю. В той или иной форме, электронная бумага разрабатывалась компанией Gyricon (выделившаяся из Xerox), Philips, Kent Displays (холестерические дисплеи (англ. cholesteric)), Nemoptic (бистабильный нематический (англ. bistable nematic) — BiNem — технология), NTERA (электрохромные NanoChromics дисплеи), E Ink and SiPix Imaging (электрофоретические) и многие другие.
Компания Fujitsu демонстрировала разработанную ими электронную бумагу на выставке в Токийском Международном Форуме.
Корпорация E Ink Corporation, совместно с Philips и Sony, внесла наибольший вклад во внедрение и популяризацию электронной бумаги. В октябре 2005 года она объявила, что будет поставлять комплекты для разработчиков, состоящие из 6-дюймовых дисплеев с разрешением 800×600 начиная с 1 ноября 2005 года.

### Электронные книги
Внедрение технологии E-ink вызвало заметный подъём на рынке электронных книг. Уже в 2006 году выпускалось несколько моделей. Гораздо большее количество прототипов анонсируется ежегодно.

### Электронные газеты
В феврале 2016 года бельгийская финансовая ежедневная газета «De Tijd of Antwerp» анонсировала планы по продаже электронной версии газеты для избранных подписчиков. Это было первое подобное применение электронной бумаги.
В начале 2007 года газета New York Times начала тестирование около 300 собственных функциональных электронных газет.

### Дисплеи для телефонов
В 2006 году Motorola представила телефон Motorola F3, который использует сегментный экран от компании E Ink Corporation.
Также компания YotaDevices выпустила российский смартфон «Йотафон».

### Умные чехлы
E‑Ink чехлы представляют собой инновационные мобильные аксессуары, в конструкцию которых интегрирован тонкий дисплей на основе технологии электронной бумаги. Это позволяет отображать на поверхности чехла настраиваемые изображения, текст или графические элементы, обновляемые посредством мобильного приложения. Для быстрой передачи данных между смартфоном и чехлом часто используется технология NFC.

### Графические планшеты
В конце 2013 года поступила в продажу Sony DPT-S1, переносная «система цифровой бумаги» для бизнес-пользователей с 13,3-дюймовым экраном от E Ink Corporation и возможностью добавления рукописных пометок с помощью стилуса.

### Мониторы
Китайская компания Dasung пообещала выпустить первый в мире цветной монитор на электронных чернилах. Он получит диагональ 25” и способность отображать 4096 цветов.

### Уличные плакаты и объявления
Японская компания Toppan Printing совместно с министерством внутренних дел и бюро связи проводят испытания плакатов из электронной бумаги. Сообщается, что потребляемая электрическая мощность плаката размером 3,2 x 1,0 метр составляет 24 ватта.

### Электронные ценники
Начиная с 2013—2014 годов набирает популярность применение экранов на основе электронной бумаги в качестве замены традиционных ценников в магазинах розничной торговли. На февраль 2017 года в мире насчитывается более 15 производителей электронных ценников, такими устройствами уже оборудованы магазины ряда торговых сетей, в частности MediaMarkt в России и Kohl's в США.

### Цифровые номера
На улицах Калифорнии начали набирать популярность авто с цифровыми номерами. Номера состоят из дисплея (который также может отображать другую информацию), чипа и даже батареи. Устройства используют ту же технологию, которая применялась при создании читалок Kindle.
Цена таких номеров составляет $700 без учёта стоимости установки, в связи с чем данная разработка вряд ли станет массовой и сможет выйти на мировой рынок в ближайшее время.

## Альтернативные технологии
- Samsung делает ставку на электрокапельные чернила (electrowetting), дающие и больший контраст, и более высокую частоту смены изображения (вплоть до воспроизведения видео), и — самое главное — цветность[10].
- Sharp разработал технологию Memory LCD[22], которая позволяет создавать дисплеи LCD энергоспотреблением всего 0,8 % от традиционных жидкокристаллических экранов за счёт использования сетчатого полимерного жидкокристаллического материала с собственными ячейками памяти в пикселах (PNLC), чтобы не перекрашивать ячейку без необходимости от кадра к кадру[23]. Имея уровень энергопотребления в 15-30 μW, что даже часто меньше, чем у E-Ink для динамических изображений, технология Memory LCD имеет преимущества в контрасте, возможности создания трансфлективных ЖК-дисплев с подсветкой самосвечения, скорости обновления и возможности создания цветных экранов. Наиболее известным поставщиком устройств на Memory LCD является изготовитель умных часов Pebble[24][25].
- Технология Mirasol, разрабатываемая компанией Qualcomm. Эти дисплеи сочетают в себе преимущества стандартных жидкокристаллических экранов и технологии «электронных чернил» (E-Ink). Благодаря специальной технологии, в основе которой лежат микроэлектромеханические элементы, Mirasol дисплеи имеют очень низкое энергопотребление и в то же время способны отображать полноцветные изображения. Более того, уже были продемонстрированы образцы Mirasol дисплеев Qualcomm, способных отображать цветное видео с частотой в 30 кадров в секунду. 
Уже сейчас существуют действующие образцы таких дисплеев с диагональю 5,7 дюйма и разрешением 1024 x 768 пикселей, которые могут использоваться в связке с ёмкостными сенсорными экранами. Компания Qualcomm на конгрессе Mobile World Congress 2010 в Барселоне подтвердила, что первые электронные книги с цветными дисплеями, выполненными на основе фирменной технологии Mirasol, должны появиться на рынке уже осенью 2010 года. Однако в реальности первые коммерческие образцы появились лишь осенью 2011 года, и были признаны неудачными, так как разработка была скорее экспериментальной. Выявленные ошибки и недостатки позволили вывести на рынок сбыта более успешные продукты, и, начиная с середины 2013 года, полихромные электронные книги начали занимать свой сектор продаж.
- FOLED — технология изготовления гибких цветных дисплеев на основе органических светодиодов OLED.
- TMOS — Time Multiplexed Optical Shutter — технология временного мультиплексирования оптического затвора. Суть данной технологии заключена в использовании однослойной плёнки MEMS (microelectromechanical systems), размещённой между верхним и нижним листом стекла.

## Публикации
- Владимир Сирота. Почему иссякли электронные чернила. iXBT.com (14 апреля 2005). Дата обращения: 15 мая 2022. Архивировано 30 июня 2012 года.